# Las truchas
Las truchas è un film del 1978 diretto da José Luis García Sánchez. 
Vinse l'Orso d'oro al Festival di Berlino.

## Riconoscimenti
- 1978 - Festival di Berlino
  - Orso d'oro